# ستراژنا
ستراژنا (به چکی: Strážná) یک منطقهٔ مسکونی در جمهوری چک است که در ناحیه اوستی ناد اورلیتسی واقع شده‌است. ستراژنا ۱۰٫۶۴ کیلومتر مربع مساحت و ۱۱۱ نفر جمعیت دارد و ۶۰۵ متر بالاتر از سطح دریا واقع شده‌است.